# Vazotocin
Vazotocin je oligopeptid sa osobinama sličnim oksitocinu i vazopresinu. On javlja kod ptica, riba, i vodozemaca. Za njega je nađeno da utiče na REM san.

## Literatura
1. ↑   уреди
2. ↑  Evan E. Bolton; Yanli Wang; Paul A. Thiessen; Stephen H. Bryant (2008). „Chapter 12 PubChem: Integrated Platform of Small Molecules and Biological Activities”. Annual Reports in Computational Chemistry. 4: 217—241. doi:10.1016/S1574-1400(08)00012-1.
3. ↑  Kales, Anthony (1995). The Pharmacology of sleep. Berlin: Springer-Verlag.  3-540-58961-9.

## Spoljašnje veze
- Vasotocin на 